# Rio Dona Eugênia
Rio Dona Eugênia é um rio brasileiro do estado do Rio de Janeiro. Nasce na região oeste da Serra do Mendanha, demarcando o início do Parque Municipal de Nova Iguaçu e deságua no Rio Sarapuí. Corta grande parte do município de Mesquita. É represado pela Represa Epaminondas Ramos localizada no bairro da Córeia em Mesquita, que até inícios dos anos 2000 era responsável pelo abastecimento de água do bairro, sendo operada pela CEDAE entre 1948 e 1981. O rio constitui um dos principais afluentes que compõem a sub-bacia hidrográfica do Rio Sarapuí.

## Trajeto
Em Mesquita
- Coreia
- Centro
- Vila Emil - Cosmorama (limite entre os bairros)
- Vila Norma